# Charbonnières (Eure-et-Loir)
Charbonnières é uma comuna francesa na região administrativa do Centro, no departamento de Eure-et-Loir. Estende-se por uma área de 20,91 km². Em 2010 a comuna tinha 255 habitantes (densidade: 12,2 hab./km²).